# Rivière aux Sables (Témiscamingue)
Pour les articles homonymes, voir Rivière Au Sable.
La rivière aux Sables coule entièrement dans la municipalité de Belleterre, dans la municipalité régionale de comté (MRC) de Témiscamingue, dans la région administrative de Abitibi-Témiscamingue, au Québec, au Canada.
La rivière aux Sables est un affluent du lac Allard lequel constitue le principal plan d’eau drainé par la rivière Cerise. Cette dernière se déverse dans le lac Ostaboningue. Puis le courant se déverse successivement dans la rivière Ostaboningue, dans le lac Hunter’s Point lequel est traversé à son tour vers le sud-ouest par le courant de la rivière Audoin. Cette dernière rejoint le Lac Kipawa lequel est traversé à son tour par la rivière Kipawa. Cette dernière se déverse sur la rive est dans la rivière des Outaouais.
La rivière aux Sables coule entièrement en territoire forestier. La foresterie constitue la principale activité économique de se bassin versant ; la seconde étant les activités récréotouristiques. La surface de la rivière est habituellement gelée de la mi-décembre à la mi-avril.

## Géographie
Les bassins versants voisins de la rivière aux Sables sont :
- côté nord : rivière Guillet, lac Simard, rivière des Outaouais ;
- côté est : ruisseau Albert ;
- côté sud : Lac Allard, rivière Cerise, Lac Ostaboningue, rivière des Lacs, rivière Saseginaga, Lac Kipawa, rivière Kipawa ;
- côté ouest : rivière Blondeau, Lac Kipawa, rivière des Lacs, rivière des Outaouais.

À partir de l'embouchure du lac aux Sables, la rivière aux Sables coule sur 11,5 km selon les segments suivants :
- 3,4 km vers le sud, jusqu'à l’embouchure du Lac Patry (altitude : 314 m) que le courant travers vers le sud sur 1,5 km ;
- 1,3 km vers le sud, puis vers l'est jusqu'à l’embouchure du Lac Kirouac (altitude : 314 m) que le courant travers sur 1,1 km. Note : Le lac Kirouac reçoit sur sa rive sud-est les eaux de la décharge des lacs de la Martre et Wabassini ;
- 2,0 km vers le sud, puis le sud-ouest, jusqu'à l’embouchure d’un lac non identifié (altitude : 313 m) que le courant travers sur 1,9 km ;
- 3,7 km vers le sud-ouest, en serpentant à travers des zones de marais jusqu'à sa confluence, soit la rive est du Lac Allard (altitude : 309 m)[3].

La rivière aux Sables se décharge sur la rive est du bras sud-est du Lac Allard, soit à 1,4 km (en ligne directe) du début de la Baie Grassy.
Cette confluence de la rivière aux Sables est située dans la municipalité de Belleterre, à 9,3 km au sud du centre du village de Belleterre, à 18,3 km au sud du lac Simard et à 21,4 km au sud-est du centre du village de Latulipe et à 16,3 km de la confluence de la rivière Cerise.

## Toponymie
Ce toponyme dérive de la caractéristique générale des rives et du fond de la rivière.
Le toponyme rivière aux Sables a été officialisé le 5 décembre 1968 à la Commission de toponymie du Québec.